# Litwa na Letnich Igrzyskach Olimpijskich 2012
Litwę na Letnich Igrzyskach Olimpijskich 2012, które odbyły się w Londynie, reprezentowało 63. zawodników: 39 mężczyzn i 23 kobiet.
Był to 8. start reprezentacji Litwy na letnich igrzyskach olimpijskich.

## Zdobyte medale

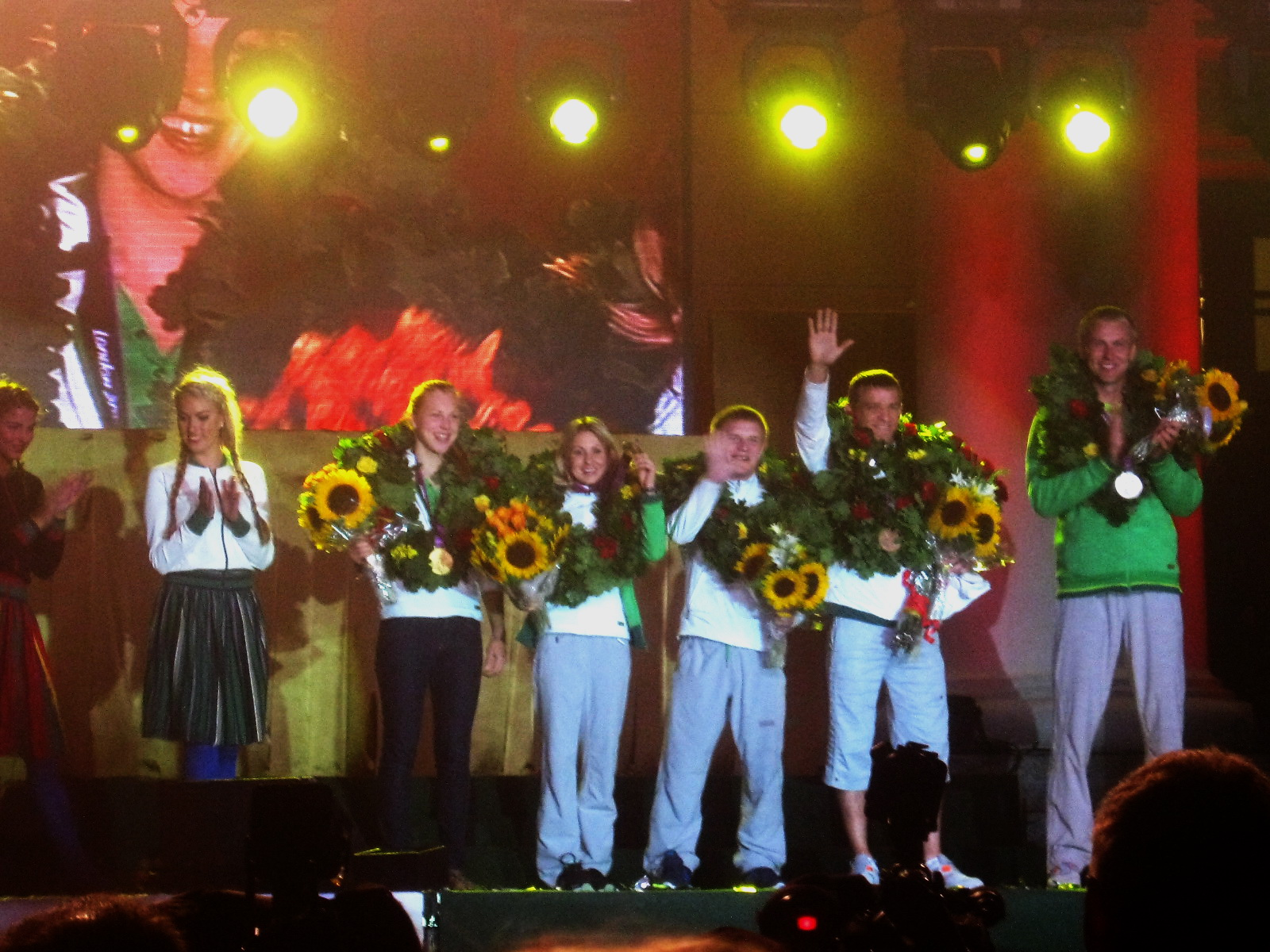
Litewscy medaliści z Letnich Igrzysk Olimpijskich 2012 w Wilnie

| Medal  | Zawodnik            | Dyscyplina           | Konkurencja                | Data        |
| ------ | ------------------- | -------------------- | -------------------------- | ----------- |
| Złoto  | Rūta Meilutytė      | Pływanie             | 100 m stylem klasycznym    | 30 lipca    |
| Złoto  | Laura Asadauskaitė  | Pięciobój nowoczesny | Turniej kobiet             | 12 sierpnia |
| Srebro | Jevgenijus Šuklinas | Kajakarstwo          | C-1 200 m                  | 11 sierpnia |
| Brąz   | Aleksandr Kazakevič | Zapasy               | do 74 kg stylem klasycznym | 5 sierpnia  |
| Brąz   | Evaldas Petrauskas  | Boks                 | waga lekka                 | 10 sierpnia |

## Skład reprezentacji

### Badminton
| Zawodnik            | Konkurencja           | Faza grupowa            | Faza grupowa                         | Faza grupowa     | 1/8              | Ćwierćfinały     | Półfinały        | Finał            | Finał |
| Zawodnik            | Konkurencja           | Przeciwnik Wynik        | Przeciwnik Wynik                     | Przeciwnik Wynik | Przeciwnik Wynik | Przeciwnik Wynik | Przeciwnik Wynik | Pozycja          |       |
| ------------------- | --------------------- | ----------------------- | ------------------------------------ | ---------------- | ---------------- | ---------------- | ---------------- | ---------------- | ----- |
| Akvilė Stapušaitytė | gra pojedyncza kobiet | Yao Jie P (16:21, 7:21) | Ragna Ingólfsdóttir P (10:21, 16:21) | → Nie awansowała | → Nie awansowała | → Nie awansowała | → Nie awansowała | → Nie awansowała |       |

### Boks
| Zawodnik              | Konkurencja           | 1/8                 | Ćwierćfinały               | Półfinały            | Finał            | Finał           |
| Zawodnik              | Konkurencja           | Przeciwnik Wynik    | Przeciwnik Wynik           | Przeciwnik Wynik     | Przeciwnik Wynik | Pozycja         |
| --------------------- | --------------------- | ------------------- | -------------------------- | -------------------- | ---------------- | --------------- |
| Evaldas Petrauskas    | Lekka (do 60 kg)      | Fatih Keleş L 16-12 | Domenico Valentino L 16-14 | Soonchul Han P 13-18 | → Nie awansował  |                 |
| Egidijus Kavaliauskas | Półśrednia (do 69 kg) | F. Evans            | → Nie awansował            | → Nie awansował      | → Nie awansował  | → Nie awansował |

### Gimnastyka

#### Gimnastyka sportowa
| Laura Švilpaitė | Wielobój kobiet   | 50.299 | 50 | → Nie awansowała | → Nie awansowała | → Nie awansowała | → Nie awansowała |
| Rokas Guščinas  | Wielobój mężczyzn | 14.366 | 17 | → Nie awansował  | → Nie awansował  | → Nie awansował  | → Nie awansował  |

### Judo
Mężczyźni
| Karolis Bauža      | −90 kg  | R. Buffet 010 – 001     | I. Iliadis 0003 – 010 | → Nie awansował |
| Marius Paškevičius | +100 kg | N. Fiakaifonu 100 – 000 | R. Silva 0001 – 1001  | → Nie awansował |

### Kajakarstwo

#### Kajakarstwo klasyczne
Mężczyźni
| Zawodnik            | Konkurencja | Eliminacje | Eliminacje | Półfinały | Półfinały | Finał  | Finał   |
| Zawodnik            | Konkurencja | Czas       | Pozycja    | Czas      | Pozycja   | Czas   | Pozycja |
| ------------------- | ----------- | ---------- | ---------- | --------- | --------- | ------ | ------- |
| Egidijus Balčiūnas  | K-1 200m    | 36.173     | 4 Q        | 36.495    | 5 FB      | 37,995 | 10.     |
| Jevgenijus Šuklinas | C-1 200m    | 41.288     | 2 Q        | 41.483    | 1 Q       | 42,792 |         |

### Kolarstwo

#### Kolarstwo górskie
| Zawodnik       | Konkurencja             | Rankingowa | Rankingowa | Półfinały | Półfinały | Finał  | Finał   |
| Zawodnik       | Konkurencja             | Time Speed | Rank.      | Punkty    | Rank.     | Punkty | Pozycja |
| -------------- | ----------------------- | ---------- | ---------- | --------- | --------- | ------ | ------- |
| Vilma Rimšaitė | cross country – kobiety | 42,162     | 14.        | 19        | 7.        | NQ     | NQ      |

#### Kolarstwo szosowe
| Zawodnik             | Konkurencja                    | Czas     | Pozycja |
| -------------------- | ------------------------------ | -------- | ------- |
| Ramūnas Navardauskas | Wyścig ze startu wspólnego (m) | 5:46:37  | 46.     |
| Ramūnas Navardauskas | Jazda indywidualna na czas (m) | 55:12:32 | 21.     |
| Gediminas Bagdonas   | Wyścig ze startu wspólnego (m) | 5:46:37  | 58.     |

#### Kolarstwo torowe
Sprint
| Zawodnik           | Konkurencja           | Kwalifikacje  | Runda 1                     | Runda 2                       | Ćwierćfinały     | Półfinały       | Finał                                                | Finał   |
| Zawodnik           | Konkurencja           | Time Speed    | Przeciwnik Czas             | Przeciwnik Czas               | Przeciwnik Czas  | Przeciwnik Czas | Przeciwnik Czas                                      | Pozycja |
| ------------------ | --------------------- | ------------- | --------------------------- | ----------------------------- | ---------------- | --------------- | ---------------------------------------------------- | ------- |
| Simona Krupeckaitė | Kobiety indywidualnie | 11,234 64,091 | Willy Kanis W 11,528 62,456 | Olga Panarina W 11,486 62,685 | Kristina Vogel P | NQ              | Lisandra Guerra Lubow Szulika Olga Panarina W 11,812 | 5.      |

### Koszykówka
Reprezentacja mężczyzn
| Nr | Imię i nazwisko      | Data urodzenia (wiek) | Wzrost (cm) | Klub               | Pozycja |
| -- | -------------------- | --------------------- | ----------- | ------------------ | ------- |
| 4  | Rimantas Kaukėnas    | 11.04.1977 (35)       | 194         | Montepaschi Siena  | SG      |
| 5  | Mantas Kalnietis     | 06.09.1986 (25)       | 196         | Žalgiris Kowno     | PG      |
| 6  | Jonas Mačiulis       | 10.02.1985 (27)       | 198         | Montepaschi Siena  | F       |
| 7  | Martynas Pocius      | 28.04.1986 (26)       | 196         | Real Madryt        | SG      |
| 8  | Tomas Delininkaitis  | 11.07.1981 (30)       | 190         | Žalgiris Kowno     | G       |
| 9  | Darius Songaila      | 14.02.1978 (34)       | 206         | CB Valladolid      | PF      |
| 10 | Deividas Dulkys      | 12.03.1988 (24)       | 196         | wolny agent        | SG      |
| 11 | Linas Kleiza         | 03.01.1985 (27)       | 203         | Toronto Raptors    | SF      |
| 12 | Paulius Jankūnas     | 29.04.1984 (28)       | 206         | Žalgiris Kowno     | F       |
| 13 | Šarūnas Jasikevičius | 05.03.1976 (36)       | 193         | Panathinaikos B.C. | PG      |
| 14 | Jonas Valančiūnas    | 06.05.1992 (20)       | 211         | Toronto Raptors    | C       |
| 15 | Robertas Javtokas    | 20.03.1980 (32)       | 211         | Žalgiris Kowno     | C       |

### Lekkoatletyka

#### Kobiety
Konkurencje biegowe
| Konkurencja                | Zawodnik            | Runda 1  | Runda 1 | Runda 2  | Runda 2 | Półfinał | Półfinał | Finał    | Finał   |
| Konkurencja                | Zawodnik            | Rezultat | Pozycja | Rezultat | Pozycja | Rezultat | Pozycja  | Rezultat | Pozycja |
| -------------------------- | ------------------- | -------- | ------- | -------- | ------- | -------- | -------- | -------- | ------- |
| Bieg na 100 m              | Lina Grinčikaitė    | BYE      | BYE     | 11,19    | 4.      | 11,30    | 7.       | NQ       | NQ      |
| Bieg na 100 m przez płotki | Sonata Tamošaitytė  | 13,59    | 5.      | —        | —       | NQ       | NQ       | NQ       | NQ      |
| Bieg na 400 m przez płotki | Eglė Staišiūnaitė   | 57,79    | 5.      | —        | —       | NQ       | NQ       | NQ       | NQ      |
| Maraton                    | Rasa Drazdauskaitė  | —        | —       | —        | —       | —        | —        | 2:29:29  | 27.     |
| Maraton                    | Remalda Kergytė     | —        | —       | —        | —       | —        | —        | 2:39:01  | 75.     |
| Maraton                    | Diana Lobačevskė    | —        | —       | —        | —       | —        | —        | 2:29:32  | 28.     |
| Chód na 20 km              | Neringa Aidietytė   | —        | —       | —        | —       | —        | —        | 1:34:01  | 39.     |
| Chód na 20 km              | Kristina Saltanovič | —        | —       | —        | —       | —        | —        | 1:31:04  | 21.     |
| Chód na 20 km              | Brigita Virbalytė   | —        | —       | —        | —       | —        | —        | 1:31:58  | 26.     |

Konkurencje techniczne
| Konkurencja    | Zawodnik          | Eliminacje | Eliminacje | Finał    | Finał   |
| Konkurencja    | Zawodnik          | Rezultat   | Pozycja    | Rezultat | Pozycja |
| -------------- | ----------------- | ---------- | ---------- | -------- | ------- |
| Rzut dyskiem   | Zinaida Sendriūtė | 62,79      | 20.        | 61,68    | 9.      |
| Rzut oszczepem | Indrė Jakubaitytė | 59,05      | 18.        | NQ       | NQ      |
| Skok wzwyż     | Airinė Palšytė    | 1,93       | 10.        | 1,93     | 11.     |
| Siedmiobój     | Austra Skujytė    | —          | —          | 6599     | 5.      |

#### Mężczyźni
Konkurencje biegowe
| Konkurencja   | Zawodnik          | Runda 1  | Runda 1 | Runda 2  | Runda 2 | Półfinał | Półfinał | Finał    | Finał   |
| Konkurencja   | Zawodnik          | Rezultat | Pozycja | Rezultat | Pozycja | Rezultat | Pozycja  | Rezultat | Pozycja |
| ------------- | ----------------- | -------- | ------- | -------- | ------- | -------- | -------- | -------- | ------- |
| Bieg na 100 m | Rytis Sakalauskas | BYE      | BYE     | 10,29    | 6.      | NQ       | NQ       | NQ       | NQ      |
| Chód na 20 km | Marius Žiūkas     | —        | —       | —        | —       | —        | —        | 1:24:45  | 40.     |
| Chód na 50 km | Tadas Šuškevičius | —        | —       | —        | —       | —        | —        | 4:08:16  | 46.     |

Konkurencje techniczne
| Konkurencja   | Zawodnik           | Eliminacje | Eliminacje | Finał    | Finał   |
| Konkurencja   | Zawodnik           | Rezultat   | Pozycja    | Rezultat | Pozycja |
| ------------- | ------------------ | ---------- | ---------- | -------- | ------- |
| Rzut dyskiem  | Virgilijus Alekna  | 63,88      | 4.         | 67,38    | 4.      |
| Skok w dal    | Povilas Mykolaitis | 7,61       | 26.        | NQ       | NQ      |
| Skok wzwyż    | Raivydas Stanys    | 2,16       | 27.        | NQ       | NQ      |
| Dzięsięciobój | Darius Draudvila   | —          | —          | 7557     | 25.     |

### Pięciobój nowoczesny
| Zawodnik              | Konkurencja | Szermierka | Szermierka | Szermierka | Pływanie | Pływanie | Pływanie | Jazda konna | Jazda konna | Jazda konna | Kombinacja: strzelanie/bieg przełajowy | Kombinacja: strzelanie/bieg przełajowy | Kombinacja: strzelanie/bieg przełajowy | Suma punktów | Pozycja |
| Zawodnik              | Konkurencja | Wynik      | M.         | Punkty     | Czas     | M.       | Punkty   | Kary        | M.          | Punkty      | Czas                                   | M.                                     | Punkty                                 | Suma punktów | Pozycja |
| --------------------- | ----------- | ---------- | ---------- | ---------- | -------- | -------- | -------- | ----------- | ----------- | ----------- | -------------------------------------- | -------------------------------------- | -------------------------------------- | ------------ | ------- |
| Justinas Kinderis     | mężczyźni   | 15–20      | 25.        | 760        | 2:04,35  | 15.      | 1308     | 60          | 12          | 1140        | 10:19,34                               | 3.                                     | 2524                                   | 5732         | 8.      |
| Laura Asadauskaitė    | kobiety     | 23–12      | 3.         | 952        | 2:18,67  | 17.      | 1136     | 20          | 3.          | 1180        | 11:55.64                               | 6.                                     | 2140                                   | 5408         |         |
| Gintarė Venčkauskaitė | kobiety     | 10–25      | 34.        | 640        | 2:16,88  | 11.      | 1160     | 40          | 6.          | 1160        | 11:36,63                               | 2.                                     | 2216                                   | 5176         | 12.     |

### Pływanie
Kobiety
| Rūta Meilutytė | 50 m st. dowolnym    | 25.55   | 26  | → Nie awansowała | → Nie awansowała | → Nie awansowała | → Nie awansowała | → Nie awansowała | → Nie awansowała |
| Rūta Meilutytė | 100 m st. dowolnym   | 56.33   | 29  | → Nie awansowała | → Nie awansowała | → Nie awansowała | → Nie awansowała | → Nie awansowała | → Nie awansowała |
| Rūta Meilutytė | 100 m st. klasycznym | 1:05.56 | 1 Q | 1:05.21          | 1 Q              | 1:05.47          |                  |                  |                  |

Mężczyźni
| Vytautas Janušaitis | 100 m st. motylkowym | 54.17   | 39   | → Nie awansował | → Nie awansował | → Nie awansował | → Nie awansował | → Nie awansował | → Nie awansował |                 |                 |
| Vytautas Janušaitis | 200 m st. zmiennym   | 1:59.84 | 14 Q | 2:00.13         | 13              | → Nie awansował | → Nie awansował | → Nie awansował | → Nie awansował | → Nie awansował | → Nie awansował |
| Giedrius Titenis    | 100 m st. klasycznym | 59.68   | 3 Q  | 59.66           | 5 Q             | 1:00.84         | 8               |                 |                 |                 |                 |
| Giedrius Titenis    | 200 m st. klasycznym | 2:10.36 | 8 Q  | 2:09.95         | 11              | → Nie awansował | → Nie awansował | → Nie awansował | → Nie awansował | → Nie awansował | → Nie awansował |
| Mindaugas Sadauskas | 100 m st. dowolnym   | 49.78   | 28   | → Nie awansował | → Nie awansował | → Nie awansował | → Nie awansował | → Nie awansował | → Nie awansował |                 |                 |

### Strzelectwo
Kobiety
| Daina Gudzinevičiūtė | trap | 66 | 14 | → Nie awansowała | → Nie awansowała | → Nie awansowała | → Nie awansowała |

### Wioślarstwo
Mężczyźni
| Zawodnik                           | Konkurencja           | Eliminacje | Eliminacje | Repesaż | Repesaż | Ćwierćfinały | Ćwierćfinały | Półfinały | Półfinały | Finał   | Finał | Miejsce |
| Zawodnik                           | Konkurencja           | Czas       | M.         | Czas    | M.      | Czas         | M.           | Czas      | M.        | Czas    | M.    | Miejsce |
| ---------------------------------- | --------------------- | ---------- | ---------- | ------- | ------- | ------------ | ------------ | --------- | --------- | ------- | ----- | ------- |
| Mindaugas Griškonis                | Jedynka (M1x)         | 6:46.56    | 4 R        | 7:00.19 | 1 Q     | 7:00.80      | 3 Q          | 7:31.72   | 5 FB      | 7:15.32 | 2     | 8       |
| Rolandas Maščinskas Saulius Ritter | Dwójka podwójna (M2x) | 6:17.78    | 2 Q        | –       | –       |              |              | 6:21.62   | 2 Q       | 6:42.96 | 6     | 6       |

Kobiety
| Zawodnik            | Konkurencja   | Eliminacje | Eliminacje | Repesaż | Repesaż | Ćwierćfinały | Ćwierćfinały | Półfinały | Półfinały | Finał   | Finał | Miejsce |
| Zawodnik            | Konkurencja   | Czas       | M.         | Czas    | M.      | Czas         | M.           | Czas      | M.        | Czas    | M.    | Miejsce |
| ------------------- | ------------- | ---------- | ---------- | ------- | ------- | ------------ | ------------ | --------- | --------- | ------- | ----- | ------- |
| Mindaugas Griškonis | Jedynka (W1x) | 7:43.07    | 2 Q        | –       | –       | 7:45.68      | 3 Q          | 7:56.05   | 5 FB      | 7:49.22 | 2     | 8       |

### Zapasy
Mężczyźni – styl klasyczny
| Zawodnik            | Konkurencja | Kwalifikacje        | 1/8                       | Ćwierćfinał            | Półfinał           | Repesaż 1        | Repesaż 2         | Finał             | Finał   |
| Zawodnik            | Konkurencja | Przeciwnik Wynik    | Przeciwnik Wynik          | Przeciwnik Wynik       | Przeciwnik Wynik   | Przeciwnik Wynik | Przeciwnik Wynik  | Przeciwnik Wynik  | Pozycja |
| ------------------- | ----------- | ------------------- | ------------------------- | ---------------------- | ------------------ | ---------------- | ----------------- | ----------------- | ------- |
| Edgaras Venckaitis  | −66 kg      | Mohamed Serir W 3–1 | Darchan Bajachmetow W 3–1 | Kim Hyeon-woo P 0–3    | NQ                 | BYE              | Pedro Isaac P 1–3 | NQ                | 7.      |
| Aleksandr Kazakevič | −74 kg      | BYE                 | Péter Bácsi W 3–0         | Robert Rosengren W 3–1 | Roman Własow P 0–3 | BYE              | BYE               | Mark Madsen W 3–0 |         |

### Żeglarstwo
Kobiety
| Zawodnik        | Konkurencja  | Wyścig | Wyścig | Wyścig | Wyścig | Wyścig | Wyścig | Wyścig | Wyścig | Wyścig | Wyścig | Wyścig | Punkty | Finałowa pozycja |
| Zawodnik        | Konkurencja  | 1      | 2      | 3      | 4      | 5      | 6      | 7      | 8      | 9      | 10     | M*     | Punkty | Finałowa pozycja |
| --------------- | ------------ | ------ | ------ | ------ | ------ | ------ | ------ | ------ | ------ | ------ | ------ | ------ | ------ | ---------------- |
| Gintarė Scheidt | Laser Radial | 2      | 13     | 9      | 10     | 3      | 14     | 11     | 7      | 7      | 6      | 14     | 82     | 6                |

Mężczyźni
| Zawodnik         | Konkurencja | Wyścig | Wyścig | Wyścig | Wyścig | Wyścig | Wyścig | Wyścig | Wyścig | Wyścig | Wyścig | Wyścig | Punkty | Finałowa pozycja |
| Zawodnik         | Konkurencja | 1      | 2      | 3      | 4      | 5      | 6      | 7      | 8      | 9      | 10     | M*     | Punkty | Finałowa pozycja |
| ---------------- | ----------- | ------ | ------ | ------ | ------ | ------ | ------ | ------ | ------ | ------ | ------ | ------ | ------ | ---------------- |
| Juozas Bernotas  | RS:X        | 9      | 13     | 13     | 8      | 9      | 13     | 11     | 17     | 27     | 27     | –      | 120    | 12               |
| Rokas Milevičius | Laser       | 37     | 37     | 33     | 38     | 43     | 37     | 42     | 43     | 31     | 46     | –      | 339    | 42               |

M = Wyścig medalowy